# Pec pod Sněžkou
Pec pod Sněžkou (dříve Velká Úpa III,německy Petzer, česky dříve Pecr) je město v okrese Trutnov v Královéhradeckém kraji na severovýchodě Čech. Město leží v Krkonoších na řece Úpě a Zeleném potoku. Žije zde 731 obyvatel.
Pec pod Sněžkou je významným horským střediskem zimní i letní rekreace a významným centrem cestovního ruchu. Přímo ve městě se nachází lyžařský areál, který je součástí největšího lyžařského resortu v Česku Skiresortu Černá hora – Pec. Na území obce se nachází nejvyšší hora České republiky Sněžka a Studniční hora.
Ve městě je též sídlo Správy Krkonošského národního parku a horské služby. V Peci pod Sněžkou končí silnice II/296 z Mladých Buků a několik autobusových linek.

## Název
Je několik teorií o původu názvu města. Původně se převážně německá horská obec nazývala kvůli zavedení číslovaní v 18. století Gross Aupa III, tedy česky Velká Úpa III. Už v té době místní používali raději jméno Petzergrund (v místním německém dialektu doslova Medvědí důl), to se později zkratilo na Petzer, česky Pecr. Teprve za první republiky vznikl český název Pec v Krkonoších. Současný název se začal užívat až několik let po druhé světové válce. Podle české teorie nese město svůj název podle historických tavicích pecí, které v ní kdysi stály. Kronikář obce Stefan Dix se oproti tomu zmiňuje, že název měl vzniknout buď z místní německé nadávky Peetzer – udavač, nebo že město odvodilo svůj název od západokrkonošského německého názvu pro medvěda – Petz. V Hospodě Na Peci ještě v roce 1947 visel obraz údajně posledního medvěda zastřeleného v Krkonoších s poznámkou „Obří důl 1804“. I podle toho mohla obec údajně získat své pojmenování.

## Pamětihodnosti
- Kaple Panny Marie ze začátku 20. století[5]
- Vodárna v Obřím dole
- Hospoda Na Peci

## Části města
- Pec pod Sněžkou
- Velká Úpa

## Historie

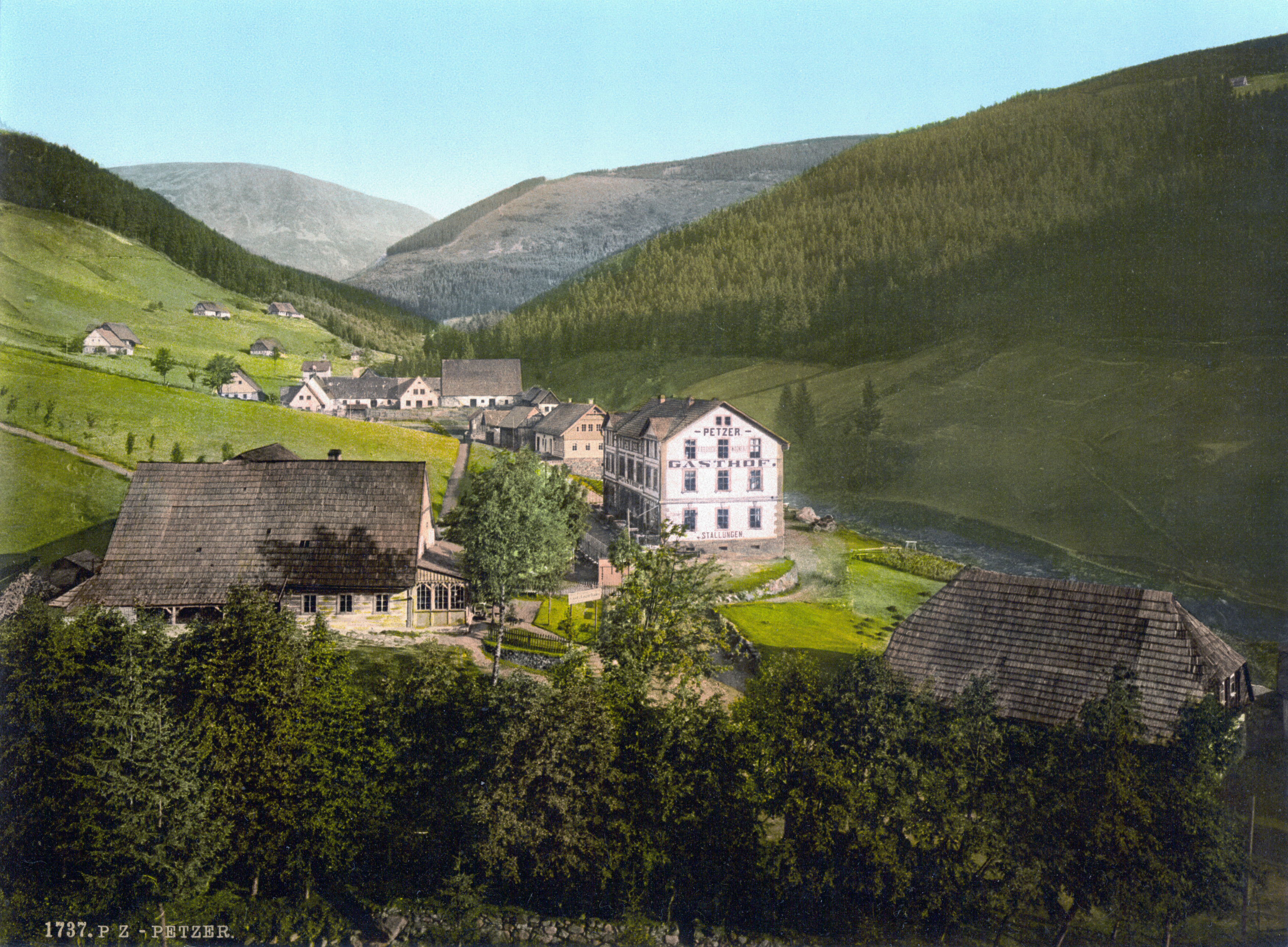
Pec pod Sněžkou na historické fotografii kolem roku 1900

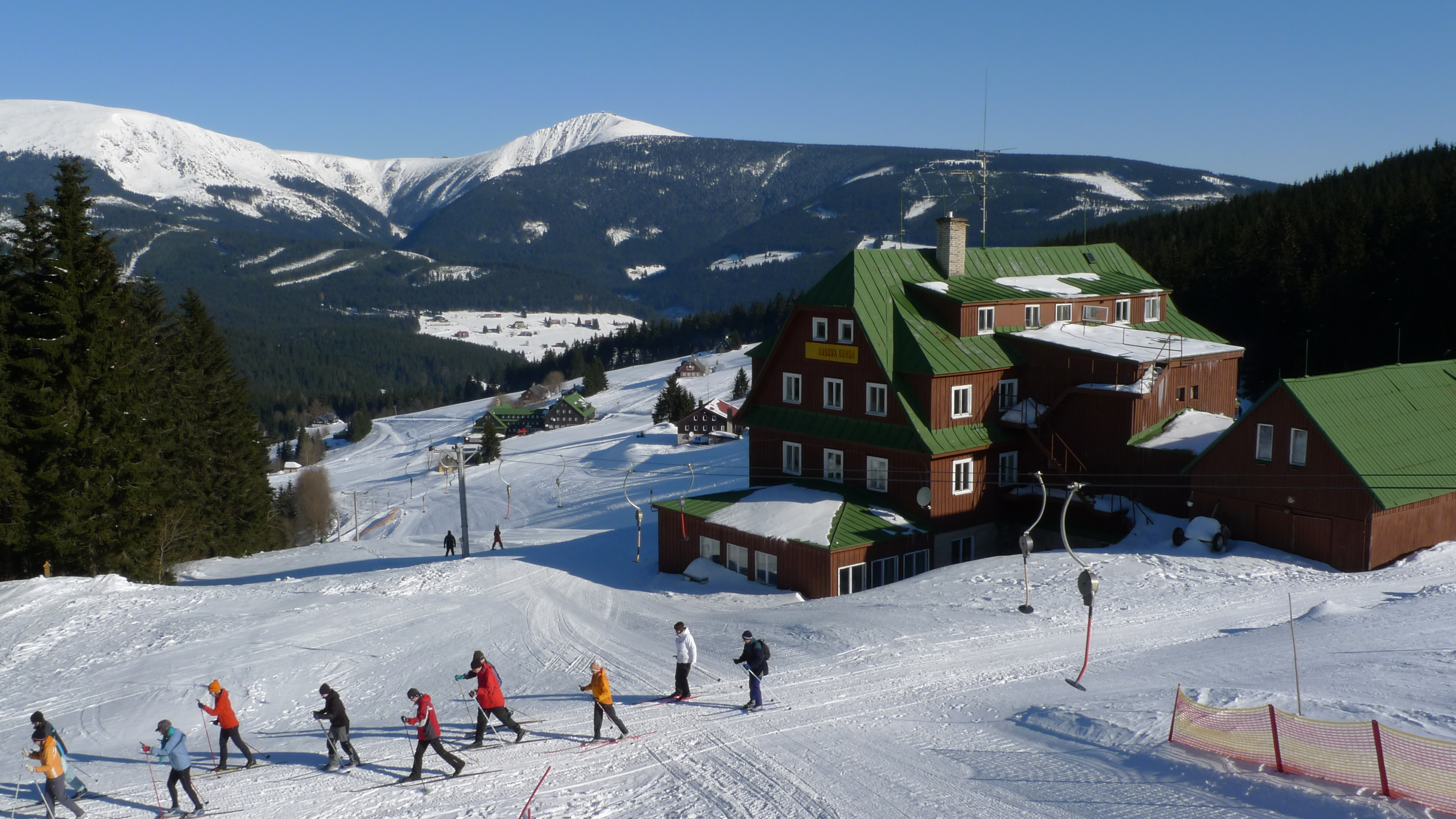
Lyžařské středisko u Husovy boudy

Nejstarší osídlení oblasti je doloženo z hornické osady Obří důl, odkud pochází i první přesný záznam o dolování z roku 1511. V dolech byly těženy hlavně měděné rudy a arsenopyrit. Poslední těžba v Peci proběhla v roce 1959, kdy byla definitivně ukončena po téměř 450 letech.
Obec Pec pod Sněžkou vznikla ale až v druhé půli 16. století, kdy byla jednou ze tří částí Velké Úpy. Jednalo se o důsledek těžby dřeva a rozsáhlému mýcení lesního porostu v oblasti. První písemná zmínka o Peci pod Sněžkou je z roku 1790.
Součástí katastru města je i nepatrná část historického Slezska, ležíci severovýchodně od horského hotelu Luční bouda. Dotčené území náleželo do roku 1959 k Polsku (resp. k Německu do roku 1945).
Novodobou dominantou města je devatenáctipatrový a padesátimetrový hotel Horizont, projekt vznikl v roce 1964 a jeho výstavba započala roku 1971.

## Zimní turistika
Lyžařské středisko Pec pod Sněžkou nabízí od zimy 2015/16 odpojitelnou čtyřsedačkovou lanovku Zahrádky Express, také čtyřsedačkovou lanovou dráhu na Hnědý vrch, deset lyžařských vleků s přepravní kapacitou 11 680 osob za hodinu, 12,5 km sjezdovek, freestyle park, nejdelší a nejlépe osvětlený svah pro večerní lyžování, 900 m dlouhou bobovou dráhu, ledový kanál na snowtubing a množství běžeckých tras. SkiResort Černá hora – Pec tvoří největší české lyžařské středisko s nabídkou 41 km sjezdovek na 1 skipas.
Přes nedalekou osadu Růžový Důl vede moderní čtyřsedačková kabinková dvouúseková lanovka na Sněžku.

## Partnerská města
- Karpacz, Polsko